# Szajstogondźo
Szajstogondźo (ben. শায়েস্তাগঞ্জ; ang. Shaistaganj) – miejscowość we wschodnim Bangladeszu w prowincji Srihotto, w dystrykcie Hobigondźo, w poddystrykcie Hobigondźo Szodor nad rzeką Khojai. Węzeł drogowy i kolejowy.